# Plaisirs d'été
Pour plus de détails, voir Fiche technique et Distribution.
Plaisirs d'été (titre original : Sunshine) est un film américain réalisé par Edward F. Cline, sorti en 1916.

## Fiche technique
- Titre : Plaisirs d'été
- Titre original : Sunshine
- Réalisation : Edward F. Cline
- Scénario :
- Photographie :
- Montage :
- Producteur : Mack Sennett
- Société de production : Keystone Film Company
- Société de distribution : Triangle Distributing
- Pays de production :  États-Unis
- Langue : film muet avec les intertitres en anglais
- Format : Noir et blanc — 35 mm — 1,33:1 — Muet
- Genre : Comédie
- Durée : 20 minutes
- Dates de sortie : 
  - États-Unis : 6 mai 1916
  - France : janvier 1920

## Distribution
- Jack Cooper
- Hank Mann
- Bobby Dunn
- Peggy Pearce
- Marie Prevost
- Phyllis Haver
- Gloria Swanson
- Cecille Evans